# Higuera de Albalat
Higuera de Albalat es un municipio español, en la provincia de Cáceres, comunidad autónoma de Extremadura. Cuenta con una población de 100 habitantes (INE 2024).

## Toponimia
Su nombre proviene de la antigua medina árabe conocida como Makhada Albalat (que significa “paso, calzada”). La medina data del siglo XI y sus ruinas pueden aún contemplarse a orillas del río Tajo, dentro del término municipal de Romangordo.

## Geografía física
Higuera de Albalat se encuentra a 94 kilómetros de la capital cacereña y por su término municipal pasa la autovía del Suroeste entre los pK 215 y 216. La localidad se ubica entre las primeras sierras de Las Villuercas (sierra de las Navas y sierra de la Novilla) dentro de la zona periférica de protección del parque nacional de Monfragüe. El término municipal se extiende por el norte hasta el río Tajo y es bastante montañoso. Aunque el pueblo se alza a 428 metros sobre el nivel del mar, las cercanas sierras alcanzan alturas superiores a los 700 metros. Al sur del pueblo se levanta un collado llamado La Higuera de 728 metros. Aunque está en una zona de transición entre las comarcas naturales adyacentes, se considera incluida en la de Monfragüe. 
| Noroeste: Romangordo        | Norte: Almaraz | Noreste: Valdecañas de Tajo |
| Oeste: Romangordo           |                | Este: Campillo de Deleitosa |
| Suroeste: Casas de Miravete | Sur: Deleitosa | Sureste: Deleitosa          |

## Historia
Las raíces de este municipio cacereño aparecen unidas desde la antigüedad a Romangordo y Casas del Puerto. No obstante, dentro de su término la arqueología ha podido obtener una serie de datos que permiten de momento señalar al poblado prehistórico de la sierra de la Calzadilla, aunque se desconoce si pertenece a la Edad del Cobre o la del Bronce, como referente más antiguo del poblamiento. Por otra parte, del tiempo de la Edad Media destacan las ruinas de una atalaya y su ciudadela en Castil Oreja, cerca de la mina La Norteña, en uno de los meandros de la Garganta Grande. En la actualidad se encuentra en estado de ruina. De los restos actuales se aprecian los restos de un torreón de planta cuadrada construido de pizarra, al igual que los restos de una pequeña población entre los riscos que por los fragmentos cerámicos que corresponden a un asentamiento musulmán del siglo XI.
Junto con las localidades vecinas de Romangordo y Casas de Miravete, integró la llamada Campana de Albalat, una organización municipal que data del siglo XIII y que agrupaba en un solo concejo los ayuntamientos de los tres pueblos y de algunos otros hoy en día desaparecidos. Hay quien sostiene que se trata de la primera mancomunidad de municipios de Extremadura. Llamada también estado de Albalá, era un señorío jurisdiccional que a lo largo de la historia fue alternativamente incorporado a la Corona y concedido a varias familias nobles. En la segunda mitad del siglo XVII pertenecía al duque de San Germán; a mediados del XVIII, a Francisco Fernández Munilla, y en el tránsito al XIX, a Manuel Godoy. Actualmente, la Campana de Albalat se mantiene como un mero recuerdo y sirve a los tres municipios para la organización conjunta de varias fiestas y actividades al año, como la celebración del Día de Extremadura, el 8 de septiembre, cuyos festejos organiza de manera rotativa cada uno de los tres ayuntamientos.
A la caída del Antiguo Régimen la localidad se constituye en municipio constitucional en la región de Extremadura, desde 1834 quedó integrado en el partido judicial de Navalmoral de la Mata. En el censo de 1842 contaba con 70 hogares y 383 vecinos.

## Demografía
Higuera cuenta con una población de 100 habitantes (INE 2024).
| Gráfica de evolución demográfica de Higuera entre 1842 y 2021 |
| |
| Población de derecho según los censos de población del INE Población de hecho según los censos de población del INEEn este censo se denominaba Higuera o Higuera de Albalá: 1860. |

## Transportes
Higuera de Albalat está a 30 kilómetros de Navalmoral de la Mata. Hay un autobús diario de ida y vuelta entre ambas localidades, y desde Navalmoral se puede acceder en tren o autobús a las principales ciudades extremeñas y españolas.

## Patrimonio

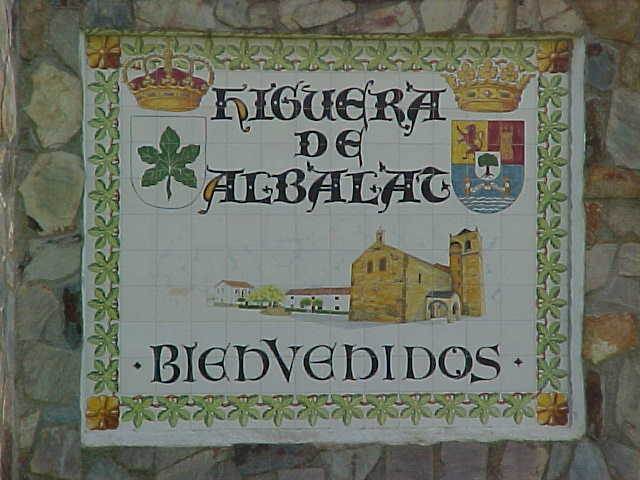
Entrada a Higuera de Albalat

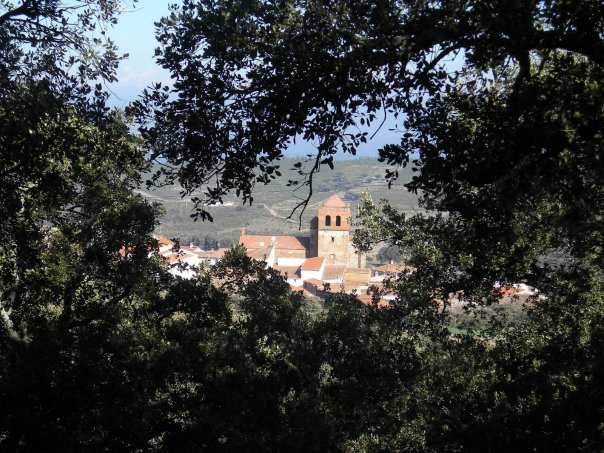
Vista de la iglesia de San Sebastián

Entre sus atractivos históricos, cuenta con las ruinas de una atalaya islámica y su ciudadela, que datan de los siglos X-XI y se ubican en el monte de Castil Oreja.
En el centro del pueblo, en la plaza de Castejón, se levanta la iglesia parroquial católica bajo la advocación de San Sebastián y San Fabián, en la archidiócesis de Mérida-Badajoz, diócesis de Plasencia, arciprestazgo de Casatejada. Edificación construida entre los siglos XVI y XVII a base de mampostería y granito en los vamos de las ventanas y las puertas. Su torre del campanario, de dos cuerpos a base de mampostería y ladrillo es el símbolo más emblemático de Higuera. A ella se accede a través de la sacristía del templo por una escalera de caracol integrada en un cilindro externo. El interior consta de una única nave dividida en cuatro tramos separados por arcos de medio punto apoyados en pilares adosados. El ábside poligonal está cubierto por una bóveda de terceletes. En el edificio se conserva un retablo de dos cuerpos y remate de estilo clasicista que data del siglo XVII, recientemente restaurado (2007). También se conserva una talla gótica de un Cristo crucificado que encaja en otro retablo de estilo clasicista que representa a las figuras de San Juan y la Virgen. La iglesia también alberga las imágenes de los patrones de la localidad, San Sebastián y la virgen del Rosario.
A unos diez kilómetros del municipio se encuentra el puente de Albalat, una de las obras públicas construidas bajo el reinado de Carlos I. Su fecha de finalización se estima hacia el año 1552, y tiene una longitud de 127 metros, una altura de 38 metros y una anchura de 6,8 metros, sin contar los pretiles. El puente está formado por dos arcos: uno de medio punto con una apertura máxima de 33 metros, y el otro de ojiva apuntada con apertura de 17 metros, que tiene la particularidad de tener tres filas de dovelas. Ambos descansan sobre un pilar central semicircular. Aún conserva un gran escudo tallado en relieve con el emblema del águila bicéfala del emperador.
Además, dentro de su término municipal se encuentra la garganta de Descuernacabras, primer tramo del embalse de Valdecañas. La garganta tiene una zona habilitada como piscina natural y está abierta al público.
Otro punto importante del término es la Mina La Norteña. Se trata una antigua mina hoy en día abandonada, de la que se extraía principalmente plomo y zinc, y que dota a la zona un amplio interés geológico. El entorno de la mina no está acondicionado para el turismo, por lo que hay que ser cuidadoso en la visita, ya que las galerías verticales de extracción continúan abiertas.

## Festividades

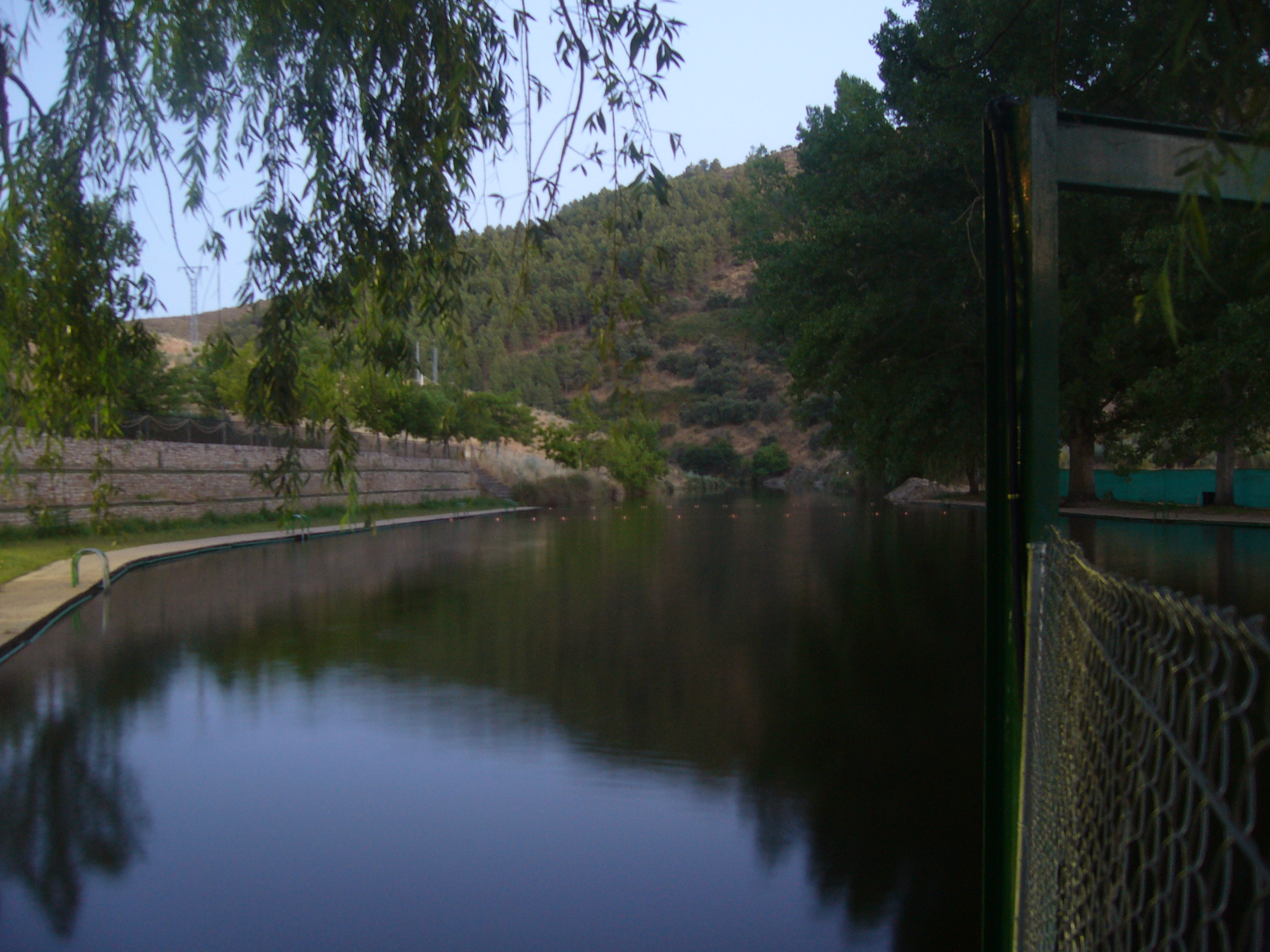
La piscina natural de la garganta de Descuernacabras, compartida con Valdecañas de Tajo.

Las fiestas más importantes en el municipio son:
- 20 de enero: San Sebastián
- Primer fin de semana de agosto: Fiestas del Emigrante
- 8 de septiembre: día de Extremadura

## Deporte
En Higuera de Albalat hay numerosas rutas de senderismo. Una de las más destacadas es la ruta de la Mina La Norteña, en la garganta de los Nogales.
El entorno natural en el que está ubicado el pueblo ha favorecido además la implantación de la caza y las rutas a caballo dentro del término municipal.
Dentro de las instalaciones deportivas cabe destacar una pista multiusos así como un campo de doma ecuestre.